# Speocolpodes
Speocolpodes is een geslacht van kevers uit de familie van de loopkevers (Carabidae). De wetenschappelijke naam van het geslacht is voor het eerst geldig gepubliceerd in 1974 door Barr.

## Soorten
Het geslacht Speocolpodes is monotypisch en omvat slechts de volgende soort:
- Speocolpodes franiai Barr, 1974